# Метод контурного інтегрування
Метод контурного інтегрування — один з основних методів геометричної теорії функцій комплексної змінної, що дозволяє отримувати різні нерівності, що виражають екстремальні властивості однолистних і багатолистних функцій, а також тотожності, що зв'язують основні функції областей теорії конформного відображення. Метод істотно пов'язаний з використанням властивостей функцій, що конформно відображають дану область на різні канонічні області. За допомогою таких функцій можна будувати функції області, що володіють такою контурною властивістю: на кожній граничній компоненті області значення функції різняться на адитивну постійну від комплексно сполучених значень відповідної іншої функції.